# 에리슬란디 알바레스
에리슬란디 알바레스 보르헤스(스페인어: Erislandy Álvarez Borges, 2000년 7월 14일~)는 쿠바의 권투 선수이다. 2024년 하계 올림픽 라이트급에서 금메달을 획득했다. 